# Удивительный мир Гамбола
«Удивительный мир Гамбола» (англ. The Amazing World of Gumball, также допустимо Gumball) — британо-американо-ирландский мультсериал производства телеканала Cartoon Network, выпущенный в эфир 3 мая 2011 года в Великобритании, 9 мая того же года — в США. События мультсериала вращаются вокруг жизни 12-летнего котёнка по имени Гамбол Уоттерсон, и его брата, 10-летней золотой рыбки Дарвина Уоттерсона, посещавших среднюю школу в американском городе Элморе. Вместе со своим братом он часто попадает в различные затруднительные ситуации, из которых им приходится выбираться не без помощи своей семьи, одноклассников и жителей Элмора. Но Гамбол не учится на своих ошибках.
Сериал основывается на персонажах, созданных ранее его автором — Беном Боклетом — для различных рекламных роликов. Боклет объединил всё в идею шоу о «школьной и семейной жизни подростков» и предложил её телеканалу Cartoon Network. Телеканал был заинтересован в такого рода программах, и представитель Turner Broadcasting Даниэль Леннард дал согласие на производство сериала, который стал первым созданным в студии Cartoon Network Development Studio Europe. Впоследствии в его производстве приняли участие Studio SOI и Great Marlborough Productions Limited.
Одной из главных особенностей шоу является отсутствие единства стиля — все персонажи нарисованы и анимированы по-разному (рисованная, кукольная, театрально-кукольная, компьютерная, flash-анимация, 3D-анимация). Мультфильм с виду похож на полностью детский мультик, но это не совсем так. Хотя это детский сериал, «Гамбол» иллюстрирует темы, которые часто считаются серьёзными или зрелыми, включая философию, кибербуллинг, политическую нетерпимость, психические заболевания и состояние человека. Сериал получил признание критиков и стал культовым, особенно за обширные ссылки на популярную культуру и интернет-культуру, сарказм, тонкие инсинуации, черный юмор и метаиронию. 7 сезон шоу находится в производстве, выход запланирован на октябрь 2025 года.

## Производство
Когда в 2007 году была основана студия Cartoon Network Development Studio Europe, Бен Бокле был нанят для оказания помощи авторам новых проектов в продвижении их шоу на канале Cartoon Network. Однако, после того как студией было принято решение, что создатели шоу будут сами представлять свои будущие работы, Бокле решил собрать в единое шоу о школьной жизни несколько персонажей, созданных им для рекламных роликов, но так и не использованных на телевидении.
Даниэль Леннард, вице-президент подразделения оригинальных шоу и их разработки в Turner Broadcasting System (аббр. TBS) Europe был впечатлён задумкой Бокле и одобрил производство. Сериал стал первой работой Cartoon Network Development Studio Europe, которая выпустила 36 серий первого сезона в сотрудничестве со студиями Studio SOI, дублинской Boulder Media Limited и Dandelion Studios .

## Список эпизодов
Всего вышло 6 сезонов мультсериала и два спец. сезона.
| Сезон                   | Серий | Начало показа   | Конец показа    |
| ----------------------- | ----- | --------------- | --------------- |
| 1                       | 36    | 3 мая 2011      | 13 марта 2012   |
| 2                       | 40    | 7 августа 2012  | 3 декабря 2013  |
| 3                       | 40    | 5 июня 2015     | 6 августа 2015  |
| 4                       | 40    | 7 июля 2015     | 27 октября 2016 |
| 5                       | 40    | 1 сентября 2016 | 10 ноября 2017  |
| 6                       | 44    | 5 января 2018   | 24 июня 2019    |
| Школьный альбом Дарвина | 6     | 14 декабря 2019 | 28 декабря 2019 |
| Хроники Гамбола         | 8     | 5 октября 2020  | 20 июня 2021    |
| 7                       | 40    | 2025-2026       | TBA             |

Первый сезон был начат выходом в эфир 3 мая 2011 года первого эпизода «The DVD» и был закончен выходом 36-го эпизода «The Fight» 13 марта 2012 года. 17 марта того же года был анонсирован 2 сезон, который будет состоять из 40 эпизодов. Выход 3-го сезона был подтверждён ещё в октябре 2012 года. В феврале 2013 года шоу ушло на перерыв и вернулось в июне 2013. 6 сентября 2016 года Бен Бокле в своём Твиттере написал, что по собственному желанию решил закончить работать над шоу после 6-го сезона, но пояснил, что это не обязательно будет конец для всего шоу. И вот в мае 2025 года выходит тизер 7-го сезона, а также стало известно что 7 сезон выйдет в 2025 году.
7 сентября 2015 года Бокле также подтвердил, что у шоу будет кроссовер с другим шоу на Cartoon Network, который будет частью 5-го сезона. 

## Полнометражный фильм
6 сентября 2016 года создатель сериала Бен Бокле подтвердил, что покидает шоу, и шестой сезон будет его последним сезоном. В интервью с газетой The Times Бокле упомянул планы о создании полнометражной адаптации шоу. Но после того, как он объявил о своём будущем уходе и возможном закрытии шоу, он заявил, что планы о создании фильма будут пересмотрены. Позднее студия Cartoon Network объявила, что, несмотря на уход Бена Бокле из сериала после конца шестого сезона, производство сериала может быть продолжено без него. 7 октября 2018 года Бен Бокле в своем Твиттере написал о том, что шестой сезон может оказаться финальным. 17 февраля 2021 года в официальном Twitter Cartoon Network появилась запись о том, что идёт разработка фильма о данном мультсериале.
21 сентября 2021 года фильм окончательно подтвердили. Кроме того, продюсерство над данным мультсериалом передали Hanna-Barbera Studios Europe, а производство серий возобновлено.
22 августа 2022 года фильм лишился проката на HBO Max и будет продаваться другим площадкам.
Официальной даты премьеры пока ещё нет, однако на разных площадках указана дата 6 сентября 2024 года.
27 августа 2024 года было объявлено о работе над седьмым сезоном мультсериала и предоставили названия первых двадцати шести серий.
В начале 2025 года производство полнометражного фильма было приостановлено в связи с работой над анимацией седьмого сезона мультсериала.
В мае 2025 года работа над анимацией седьмого сезона будет завершена. Премьера седьмого сезона назначена на октябрь 2025 года

## Главные персонажи

### Семья Уоттерсонов
- Гамбол — главный персонаж. 12 лет. Старший ребёнок в семье. Голубой котёнок в каштановом свитере и чёрных брюках. Лучший друг Дарвина. Добрый, общительный, чувствительный, но иногда нервный и чёрствый.
- Дарвин — второй главный персонаж. 10 лет. Средний ребёнок в семье. Золотая рыбка с ножками в зелёных ботинках. Лучший друг Гамбола. Общительный, милый, немного добрее Гамбола и чувствительнее. Реже показывает себя с плохой стороны.
- Анаис — третий главный персонаж. Не по годам развитая четырёхлетняя крольчиха. Её любимая игрушка – Плюшевый ослик Дейзи, с которым она любит играть и обращается как с живой. По характеру, интеллекту, и любви к своей плюшевой игрушке напоминает Стьюи из Гриффинов.
- Ричард — отец в семье. Розовый кролик в белой рубашке и чёрных брюках с серым галстуком. Безработный, добродушный и весёлый, но глуповатый и инфантильный. По характеру напоминает Гомера Симпсона из Симпсонов
- Николь — мать в семье. Голубая кошка в белой рубашке и серой юбке, что работает на «Фабрике Радуги» и носит значок этой фабрики на рубашке. Строгая, но любящая мать.
- Бабушка ДжоДжо — розовая крольчиха, бабушка Гамбола, Дарвина и Анаис, мать Ричарда. Крайне вредная и ворчливая, но всё же любящая.
- Луи Уоттерсон — старая мышь, отчим Ричарда и муж ДжоДжо. Очень терпеливый и спокойный.
- Фрэнсис «Фрэнки» Уоттерсон — крыса, бывший муж ДжоДжо и родной отец Ричарда. Неверный муж ДжоДжо и плохой отец Ричарда, который просто бросил их двоих.
- Бабушка Ричарда — мать бабушки ДжоДжо, а также прабабушка Гамбола, Дарвина и Анаис. Эта дама обладает плотным телосложением, она бежевого окраса и носит коричневое платье. У неё серые ноздри, густые чёрные брови и два маленьких глаза.

### Средняя школа

#### Ученики
- Пенни Фицджеральд — магическое существо, меняющее внешний вид (с 1 сезона по эпизод «The Shell» находится в скорлупе), любовный интерес Гамбола. Дружелюбная, общительная и смелая.
- Тобиас Уилсон — радужный человечек. Гордый, озорной, иногда вредный, считает себя самым крутым.
- Банана Джо — банан. Главный юморист в классе.
- Кармен Верде — девочка кактус. Считается одной из самых умных в классе. Очень серьёзна, умна и рассудительна.
- Тина Рекс — громадный тираннозавр. Главная хулиганша в школе, активно избивающая учеников и отстающая на 2 года. Живёт на свалке с отцом. По её словам, ведёт себя, как чудовище из-за происхождения и отношения к ней. После первого сезона подобрела.
- Гектор Йотунхейм — застенчивый великан.
- Алан Кин — бирюзовый воздушный шар. Является одним из самых добрых персонажей в сериале. Влюблён в Кармен, но поскольку он шар, не может с ней сильно контактировать. Очень раздражает Гамбола своей добротой, голосом и тем, что редко выходит из себя.
- Масами Ёсида — облако. Является гордой, избалованной и капризной дочерью богатого предпринимателя. Поскольку она облако, её эмоции выражаются погодой. В ярости она пускает молнии или даже шторм. Плача испускает дождь. Будучи испорченной дочерью предпринимателя, любит командовать другими, если не подчиняются — угрожать или закатывать истерики.
- Кэрри Крюгер — призрак. Как и все эмо, она мрачная. Но в отличие от них, любит общаться со всеми. Её имя и фамилия являются отсылкой на одноимённый роман и на известного персонажа фильмов ужасов.
- Боберт 6B — чёрно-белый робот. Самый умный в школе.
- Сара Г. Лато — жёлтая девочка мороженое. Является фанаткой Гамбола и Дарвина. Очень креативна, поскольку она любит рисовать и даже делает комиксы, где изображает их двоих супергероями.
- Лесли — розовый цветок. Нежен и умён. Из-за характера и имени его часто путают с девочкой. Умеет играть на множестве музыкальных инструментов.
- Тери — бумажный медведь. Нервная и немного боязливая, часто может говорить что-то не то и является ипохондриком.
- Очо Тутморсел — 8-битный паук. Может казаться милым и безобидным, но он довольно нервный и вспыльчивый.
- Молли Коллинс — зауропод. Застенчивая и неуверенная, но дружелюбная и весёлая. Иногда кажется скучной, так как часто пристаёт к другим, рассказывая неинтересные истории.
- Джейми Руссо — гибрид троглодита и коровы. Является ещё одним хулиганом в школе наряду с Тиной, ещё хуже неё. В отличие от Тины, она предпочитает и совершает эмоциональное насилие.
- Айдахо — маленькая картофелина. Дружелюбен, вежлив и оптимистичен.
- Антон — сухой ломтик хлеба. Известен тем, что часто попадает в плачевные ситуации. Бывает неуверен настолько, что иногда бывает в банде с Тиной и Джейми не по своей воле. Является одной большой отсылкой на персонажа Кенни Маккормика из мультсериала «Южный Парк».
- Клейтон — красный кусочек пластилина. Часто выдумывает, говорит неправду и почти не имеет друзей.
- Уильям — летающий глаз. Является личным шпионом мисс Симиан, часто следит за учениками и позже рассказывает о них всё.
- Роб — главный антагонист в последних сезонах. Синий циклоп, после эпизода «Пустота» он превратился в глючное, бесформенное существо похожее на оригами. Он появлялся на задних фонах в течение первых двух сезонов, однако после эпизода «Пустота», Роб стал глючным и в конце концов стал главным антагонистом. Сперва хотел быть вместе с Гамболом в друзьях, но из-за того, что его не принимали или сослали в пустоту, разгневался и теперь хочет мести.
- Сасси — говорящий подбородок. Является одним из самых странных персонажей из-за поведения и внешности.
- Колин и Феликс — 2 брата яйца. Являются двумя самыми большими гениями в школе, очень дружелюбны.
- Джук — ходячая магнитола. Вместо слов играет музыку.
- Джулиус Оппенгеймер-младший — гуманоидная бомба в стиле мультфильмов 1920-х. Является ещё одним задирой. Его имя и внешность являются отсылкой на Роберта Оппенгеймера.
- Рейчел Уилсон — радужный человечек, старшая сестра Тобиаса. Хоть она милая, вежливая и общительная, считает себя выше всех и не любит детей младше неё. После первого сезона уходит в колледж.

#### Персонал
- Директор Найджел Браун — пушистый слизень. Является директором школы, сильно влюблён в мисс Симиан.
- Люси Симиан — пожилая обезьяна. Является строгим и жестоким учителем Гамбола и остальных. Первого не любит больше всего.
- Стив Смолл — пушистое гуманоидное существо. Школьный консультант, хочет помогать ученикам с их проблемами, но не всегда делает это правильно. Внешне похож на хиппи. Возможно, гомосексуал. По характеру напоминает смесь Дэвида Ван Дриссена из «Бивиса и Баттхеда» и мистера Маки из «Южного парка».
- Джоан Маркхэм — пластырь. Школьная медсестра. Хоть она должна лечить учеников, не особо их любит и редко заботится о них.
- Тренер Руссо — ходящий куб, мать Джейми. Является спортивным тренером, но она слишком ленива и неспортивна, хоть и утверждает, что получила много наград.
- Мунчайлд Корнейль — пиксельная лягушка. Ещё один учитель, только слишком легкомысленный и часто не в форме.
- Роккуелл «Рокки» Робинсон — пушистая кукла, маппет. В отличие от своих родителей Гэйлорда и Маргарет, он очень весёлый и любит детей. Занимает много уникальных работ: уборщик, повар и даже водитель школьного автобуса.

### Другие
- Гэйлорд Робинсон — кукла. Сварливый сосед Уоттерсонов и отец Рокки. Враждебно относится к ним, а к Гамболу и Дарвину — с подозрением.
- Маргарет Робинсон — кукла. Сварливая и злая жена Гэйлорда и мать Рокки, которая любит не только докучать семье Уоттерсонов, но и сеять хаос по всему Элмору, ничуть в этом не раскаиваясь. В отличие от многих персонажей, она не разговаривает, а постоянно произносит неразборчивые «meh» и даже пишет в своём дневнике. Гэйлорд и Рокки —единственные, кто её понимает.
- Ларри Нидлмайер — антропоморфный камень, сделанный в стиле оригами. Часто выступает в роли продавцов магазинов.
- Патрик Фицджеральд — волшебное существо-оборотень, находящееся в панцире. Строгий отец Пенни, который не позволяет ей встречаться с Гамболом.
- Джудит Фицджеральд — волшебное существо оборотень, находящееся в панцире, мать Пенни и жена Патрика. Щедрая, но иногда неприятная, поскольку хочет, чтобы Пенни стала такой, как раньше.
- Гарольд Уилсон — радужный человечек, отец Тобиаса. Он был таким же, как и его сын, но сейчас он жестокий, ворчливый, неприятный и ужасный отец, который любил дразнить Ричарда Уоттерсона в детстве.
- Джеки Уилсон — радужный человечек, мать Тобиаса и жена Гарольда. По сути такая же, как и её муж.
- Фелисити и Билли Парфэм — гуманоидные существа (Фелисити оранжевая, Билли синий), мать и сын. Фелисити довольно неприятная мать, а Билли часто хулиганит.
- Полицейский пончик — пончик. Занимает должность полицейского, плохо выполняющего свою работу.
- Гимли — гном из романа «Властелин колец». Появляется эпизодически в нескольких сериях, в мультсериале он является водителем автобуса для гномов.

## Роли озвучивали
| Персонаж         | Озвучивание                                                                                            |
| ---------------- | --- |
| Гамбол Уоттерсон | Ники Джонс (Пилотная серия) Логан Гроув Джейкоб Хопкинс Николас Канту Дьюк Катлер                      |
| Дарвин Уоттерсон | Джейк Прэтт (Пилотная серия) Квеси Бокай Террелл Рэнсом мл. Дониэлль Т. Хенсли мл. Кристиан Дж. Саймон |
| Анаис Уоттерсон  | Кайла Рей Ковалевски                                                                                   |
| Ричард Уоттерсон | Дэн Расселл                                                                                            |
| Николь Уоттерсон | Тереза Галлахер                                                                                        |

## Отзывы
Мультсериал получил довольно хорошие отзывы за юмор, анимацию и музыку. Старт показа 3 мая 2011 года набрал 2,120 миллиона просмотров, 9 мая 2011 года набрал 1,937 миллиона просмотров. Старт показа 2 сезона дал меньше зрителей — 1,805 млн. Обозреватель журнала Variety Брайан Лоури дал хорошие отзывы об этом шоу. Он заявил, что шоу содержит в себе своеобразную логику и внутренний хаос, и добавил: «Это шоу квалифицируется как первоклассная глупость». Положительные отзывы были также даны обозревателями журналов Entertainment Weekly и Wired. Шоу получило множество положительных отзывов на сайтах Daily Mail и The A.V. Club.

## Награды
Мультфильм был номинирован на 36 наград, из которых он получил 15.
| Год  | Награда                                     | Категория                                             | Номинант(ы) | Результат   |
| ---- | ------------------------------------------- | ----------------------------------------------------- | --- | ----------- |
| 2011 | Annecy International Animated Film Festival | Лучший телевизионный продукт                          | «The Quest» | Победа      |
| 2011 | British Academy Children’s Awards           | Анимация                                              | The Amazing World of Gumball | Победа      |
| 2011 | British Academy Children’s Awards           | Сценарий                                              | Джон Фостер и Джеймс Ламонт | Победа      |
| 2011 | Royal Television Society Awards             | Детская программа                                     | «The Quest» | Номинирован |
| 2012 | Премия «Энни»                               | Лучший анимационный продукт для детей                 | The Amazing World of Gumball | Победа      |
| 2012 | Премия «Энни»                               | Режиссура в телевизионной постановке                  | Бен Бокле и Мик Грейвз | Номинирован |
| 2012 | Премия «Энни»                               | Музыка                                                | Бен Локет | Номинирован |
| 2012 | Премия «Энни»                               | Актер озвучивания                                     | Логан Гроув | Номинирован |
| 2012 | ASTRA Awards                                | Самая выдающаяся детская программа или мероприятие    | The Amazing World of Gumball | Победа      |
| 2012 | British Academy Children’s Awards           | Анимация                                              | The Amazing World of Gumball | Победа      |
| 2012 | British Academy Children’s Awards           | BAFTA Kids' Vote — Television                         | The Amazing World of Gumball | Номинирован |
| 2012 | British Academy Children’s Awards           | Сценарий                                              | Бен Бокле, Джон Фостер и Джеймс Ламонт | Победа      |
| 2012 | Broadcast Awards                            | Лучшая детская программа                              | The Amazing World of Gumball | Номинирован |
| 2012 | International Emmy Kids Awards              | Анимация для детей                                    | The Amazing World of Gumball | Победа      |
| 2012 | Irish Film & Television Awards              | Программа для детей/молодежи                          | The Amazing World of Gumball | Номинирован |
| 2013 | Премия «Энни»                               | Лучшая анимационная телевизионная программа для детей | «The Job» | Номинирован |
| 2013 | British Academy Children’s Awards           | Анимация                                              | The Amazing World of Gumball | Номинирован |
| 2013 | British Academy Children’s Awards           | BAFTA Kids' Vote — Television                         | The Amazing World of Gumball | Номинирован |
| 2013 | British Academy Children’s Awards           | Сценарий                                              | Сценарный состав The Amazing World of Gumball (Бен Бокле, Джон Бриттен, Том Краули, Джон Фостер, Мик Грейвз, Крис Гарбутт, Джеймс Ламонт и Тоби Уилон)                                   | Победа      |
| 2014 | British Academy Children’s Awards           | Анимация                                              | The Amazing World of Gumball | Номинирован |
| 2014 | British Academy Children’s Awards           | BAFTA Kids' Vote — Television                         | The Amazing World of Gumball | Номинирован |
| 2014 | British Academy Children’s Awards           | Сценарий                                              | Сценарный состав The Amazing World of Gumball | Номинирован |
| 2014 | Hall of Game Awards                         | Best Cartoon Boogie                                   | Ричард Уоттерсон | Победа      |
| 2015 | British Academy Children’s Awards           | Анимация                                              | The Amazing World of Gumball | Победа      |
| 2016 | British Animation Awards                    | Лучший детский сериал и выбор детей                   | The Amazing World of Gumball: The Shell | Победа      |
| 2016 | Nickelodeon Kids' Choice Awards             | Любимый мультсериал                                   | The Amazing World of Gumball | Номинирован |
| 2016 | British Academy Children’s Awards           | Анимация                                              | The Amazing World of Gumball 'The Money' | Победа      |
| 2016 | British Academy Children’s Awards           | Сценарий                                              | Сценарный состав The Amazing World of Gumball:The Origins Parts 1 & 2 (Бен Бокле, Мик Грейвз, Луис Коат, Натан Ауэрбах, Даниэль Берг, Джо Парем, Тоби Уилсон, Сиран Муртаг, Эндрю Джонс) | Победа      |
| 2017 | British Academy Children’s Awards           | Анимация                                              | The Amazing World of Gumball | Номинирован |
| 2017 | British Academy Children’s Awards           | Сценарий                                              | Сценарный состав The Amazing World of Gumball | Номинирован |
| 2017 | Nickelodeon Kids' Choice Awards             | Любимый мультсериал                                   | The Amazing World of Gumball | Номинирован |
| 2018 | Annie Awards                                | Озвучание в анимационной постановке                   | Николя Канту | Номинирован |
| 2018 | ProMax BDA Global Excellence Award 2018     | Micro Video Content                                   | The Amazing World of Gumball: Christmas | Победа      |
| 2018 | British Academy Children’s Awards           | Комедия                                               | The Amazing World of Gumball | Номинирован |
| 2018 | British Academy Children’s Awards           | Режиссура                                             | Мик Грейвз | Номинирован |
| 2018 | British Academy Children’s Awards           | Сценарист                                             | Сценарный состав The Amazing World of Gumball | Номинирован |